# Пфайфер, Сергей
Серге́й Пфа́йфер (нем. Sergej Pfeifer, 20 февраля 1977, Душанбе, Таджикская ССР, СССР) — немецкий спортивный гимнаст. Участник летних Олимпийских игр 2000 и 2004 годов.

## Биография
Сергей Пфайфер родился 20 февраля 1977 года в Душанбе. В дальнейшем переехал в Германию.
Выступал за гимнастический клуб Ганновера.
В 2000 году вошёл в состав сборной Германии на летних Олимпийских играх в Сиднее. Участвовал во всех видах гимнастической программы, кроме опорного прыжка. В личном многоборье занял 61-е место с результатом 46,549 балла и не попал в финал. Лучшие результаты показал в упражнениях на кольцах, где стал 14-м, и на параллельных брусьях, где расположился на 17-й позиции. В командном многоборье в составе сборной Германии занял 10-е место, не попав в финал.
В 2004 году вошёл в состав сборной Германии на летних Олимпийских играх в Афинах. Участвовал во всех видах гимнастической программы. В личном многоборье вышел в финал, где занял 21-е место, набрав 55,385 балла и уступив 2,438 балла победителю — Полу Хэмму из США. В командном многоборье в составе сборной Германии вышел в финал, где немцы расположились на 8-й позиции. Они набрали 167,372 балла, уступив 6,499 балла выигравшей золото сборной Японии.